# Zurich Bog
Zurich Bog ist ein 490 Acres (2 km²) großes Hochmoor in Arcadia, New York. Das Moor war seit dem 19. Jahrhundert immer wieder im Fokus der Wissenschaft und wurde im Mai 1973 zum National Natural Landmark erklärt.
Das Gebiet wurde am 10. Dezember 1957 von Lyman Stuart und dem Newark School District an die Bergen Swamp Preservation Society gespendet, die 1935 gegründet worden war, um den ähnlichen Bergen-Byron Swamp zu erhalten.

## Geographie
Das Moor ist ein großes Feuchtgebiet zwischen Nord-Süd-verlaufenden Drumlins südlich des Ontariosees. Inmitten des Feuchtgebiets liegt ein weiterer kleiner Drumlin. Am Nordende des Gebiets liegt der See Mud Pond, der gewöhnlich auch von einer Matte von schwimmenden Grassoden bedeckt ist und den man sogar zu Fuß überqueren könnte, allerdings unter Lebensgefahr. Der See ist bis zu 100 ft (30,5 m) tief.

## Flora
Das Sumpfgebiet verlandet zunehmend. In den Randzonen und höheren Gebieten kommen auch kalkliebende Lebensbaumbestände (Thuja occidentalis, engl. „northern white cedar“) vor, während in den borealen Sümpfen die Schwarz-Fichte (Picea mariana, engl. „black spruce“) dominiert.
Die Pflanzengesellschaften werden durch die verschiedenen Moor-Zonen und Sukzessionsprozesse gegliedert:
- Fortgeschrittener Moorwald
  - Rot-Ahorn (Acer rubrum, engl. „red maple“)
  - Kanadische Eibe (Taxus canadensis, engl. „common yew“)
  - Kanadische Hemlocktanne (Tsuga canadensis)
  - Schwarz-Esche (Fraxinus nigra, engl. „black ash“)
  - Zucker-Birke (Betula lenta, engl. „yellow birch“)
  - Fieberstrauch (Lindera benzoin, engl. „spicebush“)
  - Goldfaden (Coptis groenlandica, engl. „gold thread“)
  - Zimtfarn (Osmunda cinamomea, engl. „cinnamon fern“)
- Früher Sukzession-Moorwald
  - Ostamerikanische Lärche (Larix laricina, engl. „tamarack“)
  - Schwarz-Fichte
  - Amerikanische Heidelbeere (Vaccinium corymbosum, engl. „highbush blueberry“)
  - Lebensbaum
  - Sphagnum
- offene Hochmoorflächen (engl. „sphagnum bog“)
  - verschiedene Arten von Sphagnum
  - Torfgränke (Chamaedaphne calyculata, engl. „leatherleaf“)
  - Grönländischer Porst (Ledum groenlandicum, engl. „Labrador tea“)
  - Rote Schlauchpflanze (Sarracenia purpurea, engl. „purple pitcher plant“)
  - Schmal- und rundblättriger Sonnentau (Drosera intermedia, D. rotundifolia; engl. „sundew“)
  - Großfrüchtige Moosbeere (Vaccinium oxycoccus, engl. „cranberry“)
  - Blumenbinse (Scheuchzeria palustris)
  - mehrere Knabenkräuter-Arten
- Quaking Sedge Meadows und offene Tümpel
  - Scirpus-Arten
  - Schmalblättriger Rohrkolben (Typha angustifolia, engl. „narrow-leaved cat tail“)
  - Schilfrohr (Phragmites australis, engl. „reed“)
  - Wohlriechende Seerose (Nymphaea odorata, engl. „water lily“)
  - Schlauchpflanzen
  - Sonnentau
  - Eichenblättriger Giftsumach (Toxicodendron vernix, engl. „poison sumac“)
  - Gagelstrauch (Myrica gale, engl. „wax myrtle“)
  - Quirlblättriger Wasserweiderich (Decodon verticillatus, engl. „water willow“)

Auf der Insel im Zentrum des Sumpfes wachsen vor allem:
- Hemlock
- Spätblühende Traubenkirsche (Prunus serotina, engl. „black cherry“)
- Roteiche (Quercus rubra, engl. „red oak“)
- Buchen (engl. „beech“)
- Weymouth-Kiefer (Pinus strobus, engl. „white pine“)
- Tulpenbaum (Liriodendron tulipifera, engl. „tulip tree“)
- Zucker-Ahorn (Acer saccharum, engl. „sugar maple“)
- Waldlilien (Trillium grandiflorum & T. erectum)
- Duftsiegel (Smilacina racemosa, engl. „false solomon's seal“)
- Rautenfarne (Botrychium virginianum, engl. „grape fern“)
- Indianer-Schlangenwurzel (Medeola virginiana, engl. „indian cucumber root“)